# Pequeno português
O pequeno português foi uma variante reestruturada da língua portuguesa falada durante os séculos XVII e XVIII por pessoas da periferia dos grandes assentamentos urbanos situados ao longo da costa de Angola.

## Origem
Provavelmente, em razão de Angola possuir cerca de 11 grupos linguísticos principais, o português acabou por se tornar uma espécie de língua franca que  facilitava a comunicação entre os diversos grupos étnicos. Porém, como consequência desse uso, o português falado por esses grupos  foi sofrendo modificações, dando origem a várias línguas crioulas, que eram misturas do português com as línguas nativas e que foram denominadas popularmente de "pequeno português".